# Svinninge (Odsherred)
Svinninge is een plaats in de Deense regio Seeland, gemeente Odsherred. De plaats telt 587 inwoners (2008). Svinninge maakt kerkelijk deel uit van de Nørre Asmindrup parochie.